# Landerziehungsheim Walkemühle
Das Landerziehungsheim Walkemühle wurde von 1921 an von dem Lehrer und Reformpädagogen Ludwig Wunder in Adelshausen (Melsungen) aufgebaut. Nach dessen Ausscheiden aus der Einrichtung wurde 1924 der Betrieb des Landerziehungsheims unter der Leitung von Minna Specht aufgenommen, deren pädagogische Konzeption von der Philosophie Leonard Nelsons geprägt war.

## Die deutschen Jahre

### Die Gründung des Landerziehungsheims Walkemühle
1921 kaufte Ludwig Wunder die Walkemühle in Adelshausen (Melsungen), um dort ein Landerziehungsheim zu errichten. Davor war Wunder ein Mitarbeiter von Hermann Lietz. Erst als Lehrer auf Schloss Bieberstein (Hessen) und nach dem Tod von Lietz als Leiter des Landerziehungsheims in Haubinda. Dort hatte er die Lehrerin Minna Specht kennengelernt, über die er in Kontakt zu Leonard Nelson kam.
An der Universität Göttingen besuchte Wunder Vorlesungen des Philosophen Nelson und identifizierte sich stark mit dessen Theorien. Nelson selber trug sich ebenfalls mit der Idee einer Schulgründung, die primär die Schulungsarbeit des von ihm initiierten „Internationalen Jugendbund (IJB)“ fördern sollte. Zur Finanzierung dieser Schule wurde am 1. Dezember 1918 die „Gesellschaft der Freunde der Philosophisch-Politischen Akademie“ (GFA) gegründet, ohne dass es in der Folge zu einer Schul- bzw. Akademiegründung kam.
Die philosophisch-politische Übereinstimmung zwischen Wunder und Nelson und dessen Möglichkeit, Gelder für den weiteren Ausbau der Walkemühle zur Verfügung stellen zu können, führte 1922 zu einer Zusammenarbeit, und Ende des Jahres trafen die ersten Anhänger Nelsons in der Walkemühle ein, um dort noch vorbereitende Arbeiten bis zur geplanten Eröffnung des Landerziehungsheimes Walkemühle im Frühjahr 1924 auszuführen.
1923 war für Wunder und für die Lehrerin Julie Pohlmann ein „Unterrichtserlaubnisschein“ ausgestellt worden. Dem folgte im März 1924 der Antrag beim Kreisschulrat in Melsungen, für die Oberlehrerin Specht einen weiteren Erlaubnisschein auszustellen und zugleich die Erlaubnis zum Unterrichten schulpflichtiger Kinder zu erteilen. Stattdessen traf am 23. April in der Walkemühle eine Verfügung des Kreisschulrats ein, mit der dem Antragsteller der Unterricht mit Zöglingen im schulpflichtigen Alter untersagt wurde. Wunder wandte sich daraufhin an den Preußischen Minister für Wissenschaft, Kunst und Volksbildung in Berlin und erhielt von dort im August 1924 die Genehmigung zur Aufnahme des Schulbetriebs. Nachdem die Genehmigung erteilt war, kam es zum Streit zwischen Wunder und Nelson. Wunder verließ daraufhin die Walkemühle noch im November 1924. Leiterin des Landerziehungsheimes war fortan Minna Specht.
Die Walkemühle war fortan eine zweigliedrige Einrichtung: Es gab die Erwachsenenabteilung, die Philosophisch-Politische Akademie, die die Funktionärsschulung des ISK betrieb, und es gab die Kinderabteilung. Obwohl sich diese beiden Schulen unter einem Dach befanden, wurden sie von unterschiedlichen Prinzipien geleitet. Jede Schule hatte ihre Zweckbestimmung, und es bestand keine Arbeitsgemeinschaft zwischen ihnen. Nielsen geht davon aus, dass die Kinderabteilung im Schatten der Erwachsenenabteilung stand.

### Erwachsenenbildung in der Walkemühle
Die Erwachsenenabteilung der Walkemühle war eine Kaderschule des Internationalen Sozialistischen Kampfbundes und des IJB. 

„Als Vorbereitung auf die Gründung einer „Partei der Vernunft“ hatte der IJB vor allem politische Erziehungsarbeit zu leisten. Sie vollzog sich durch Ausbildung eines kleinen ausgewählten Kreises von Personen, die sich strengen Regeln unterwerfen mußten (Verzicht auf Alkohol und Nikotin, Verpflichtung zu Vegetarismus und Kirchenaustritt). Diese Bedingungen wurden als Voraussetzung für die Entwicklung charakterlicher Stärke und geistiger Unabhängigkeit für notwendig erachtet, knüpften allerdings hinsichtlich der Abstinenzforderungen auch an Traditionen der Jugendbewegung an. Das Vegetarismus-Gebot leitete sich direkt aus Nelsons Ethik ab, die auch Tiere als Rechtssubjekte ansah und ihre Herabwürdigung zu Genußzwecken für den Menschen untersagte. Mit der Verpflichtung zum Kirchenaustritt sollte der Autoritätsanspruch der Kirchen und deren Einfluß auf die Politik bekämpft werden.“

Die an sich schon strengen Regeln, die auch die Hierarchisierung der Mitglieder in einen inneren und einen äußeren Kreis und, damit verbunden, die ständige Statusüberprüfung beinhalteten, wurden ab 1923/24 noch rigider. 

„Die Mitgliedschaft wurde weiter eingeschränkt, für den engeren Funktionärskreis trat die Zölibatsforderung hinzu. Die damit zutage tretenden ordensmäßigen Strukturen waren von Nelson durchaus erwünscht, sie unterstrichen den Charakter als „Erziehungs- und Gesinnungsgemeinschaft“ nach außen. Über die Eignung der Mitglieder wurden Akten angelegt, zu den Diskussionen auf Kursen und Tagungen ausführliche Berichte und Protokolle verfaßt.“

Was hier nach Askese und totaler Unterwerfung klingt, war eingebunden in ein pädagogisches Konzept, das die Schüler befähigen sollte, „in Gemeinschaft selbständig logisch zu denken. Der Lehrer durfte nicht mit seinem eigenen Urteil eingreifen.“ Grundlage hierfür war die von Nelson wiederentdeckte und weiterentwickelte sokratische Methode, die die wichtigste Methode für die Unterrichtsarbeit mit den erwachsenen Kursteilnehmern in der Walkemühle war. 

„Die sokratische Methode gründet sich auf das Vertrauen in die Vernunft der Menschen, in ihre Fähigkeit, durch intensives gemeinsames Nachdenken philosophische und mathematische Wahrheiten zu erkennen. Diese Methode wird verwirklicht in Gesprächen, in denen man zunächst gemeinsam zu Urteilen über Einzelfälle kommt und diese Urteile dann auf ihre Voraussetzungen zurückführt (die regressive Methode der Abstraktion).“

Auf der Basis dieser Vorstellungen sollten in der Walkemühle die Funktionäre des ISK als politische Führer ausgebildet werden. Zielgruppe waren Jugendliche zwischen 17 und 20 Jahren, die in dreijährigen Kursen ausgebildet werden sollten. Ihre Erziehung zur Willensstärke und die Herausbildung ihrer organisatorischen Fähigkeiten ging einher mit der Teilnahme an den zum Betrieb der Walkemühle notwendigen praktischen Arbeiten in den Werkstätten und bei der Haus- und Gartenarbeit. Hinzu kamen Exkursionen in die Arbeitswelt. Im Herbst 1931, als die Erwachsenenabteilung der Walkemühle geschlossen wurde, hatten nach siebeneinhalbjährigem Bestehen der Schule etwa 30 Schüler diese Ausbildung durchlaufen. Sie siedelten nun zusammen mit den Lehrenden nach Berlin über, um sich dort dem Aufbau einer Einheitsfront gegen die Nationalsozialisten zu widmen. Die Kinderabteilung blieb weiterhin in der Walkemühle.

### Kindergarten und Schule
Die Kinderabteilung der Walkemühle verfügte über eine von Lieselotte Wettig geleitete Kindergartengruppe und über mehrere Gruppen schulpflichtiger Kinder, die anfangs von Julie Pohlmann, Hans Lewinski und anderen geleitet wurden, später auch von Minna Specht selbst.

Für die Schule charakteristisch war – wie auch für die Erwachsenenabteilung – das Primat eines einfachen Lebens, das für die Erzieher ebenso galt, wie für die Schüler. Daran wurde nicht nur aus finanziellen Gründen festgehalten, sondern aus pädagogisch-prinzipiellen: 

„Die Kinder sollten frühzeitig lernen, daß es schwer ist, seinen Lebensunterhalt zu verdienen. Man nahm Kinder ohne Rücksicht auf Rasse, Klasse oder Nationalität auf, sowohl Mädchen wie Jungen, und im Gegensatz zu manchen anderen Privatschulen war es Nelson und Minna Specht wichtig, nicht nur Kinder wohlhabender Eltern aufzunehmen, sondern auch Arbeiterkinder. Die besonderen wirtschaftlichen Verhältnisse der Schule und die sparsame Lebensweise haben das ermöglicht.“

Pädagogisches Leitziel der Schule war das Bemühen, den Kindern die Möglichkeit zur freien Entfaltung ihrer sittlichen, geistigen und ästhetischen Kräfte zu gewähren. Dies sollte geschehen durch die Vermeidung jeglicher Bevormundung. Gustav Heckmann, der 1933 mit Minna Specht und einem Teil der Kinder ins dänische Exil ging, beschrieb 1981 rückblickend Nelsons die Schule leitenden Erziehungsvorstellungen: 

„Sie [die Schule] solle eine Freistatt sein, in der ursprünglich im Menschen vorhandene Vernunftkräfte gegen Einflüsse aus unserer Klassengesellschaft, die diese Kräfte schädigen, geschützt werden sollten. Die Menschen würden sich dann bewahren, was sie als unverdorbene Kinder mitbringen: Glauben an die Wahrheit, Selbstvertrauen und Rechtsgefühl, wie diese sich äußern in Mut und Beharrlichkeit beim Vertreten der eigenen Überzeugung.“

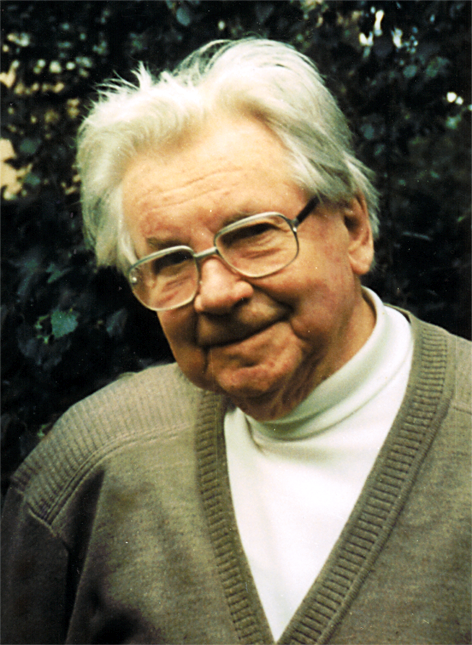
Gustav Heckmann

Heckmann weist ausdrücklich darauf hin, dass diese Prinzipien sowohl für die Walkemühle leitend waren, als auch für die beiden Nachfolgeeinrichtungen. Sie gehen zurück auf Nelsons Anknüpfen an die Philosophie von Immanuel Kant und Jakob Friedrich Fries und grenzen sich in ihrem Bemühen um eine Erziehung zur vernünftigen Selbstbestimmung bei gleichzeitigem Beharren an festen ethischen Normen von anderen zeitgenössischen pädagogischen Strömungen ab, besonders aber von A. S. Neill. Ihm, dem sie unterstellte, moralische Normen zu negieren und zu meinen, alleine das sich freie Entwickeln eines Kindes sei Voraussetzung genug, um ein nützliches Glied der Gesellschaft zu werden, hält Minna Specht 1936 entgegen: 

„Those however, who do not share this optimistic belief are faced with the task of finding a new ethical foundation and a new education built upon this, free from authority. I am one of those who have chosen this way, facing all the difficulties which are involved.“

Der theoretische Überbau ist das Eine, der praktische Schulalltag das Andere. Dass das Leben in der Walkemühle für die Kinder auch spannend und unterhaltsam gewesen ist, belegen die vielen Erfahrungsberichte, die Rudolf Giesselmann zusammengetragen hat. Er dokumentiert zudem sehr detailreich – gestützt auf Berichte ehemaliger Schüler und deren Erzieher sowie einer Vielzahl von Dokumenten und Bildern – die Tagesabläufe in der Walkemühle und die Unterrichtsverläufe. Vergleichbar materialreich dokumentiert Nielsen den Schulalltag für die Jahre in Dänemark und lässt so die durch das Exil nicht unterbrochene Kontinuität der pädagogischen Arbeit deutlich werden.

Nach Nielsen hat sich Minna Specht im Herbst 1932 entschieden, ihre politische Arbeit für den ISK und den ihm nahestehenden Einrichtungen zu reduzieren und sich stärker der pädagogischen Arbeit zu widmen. Angesichts des erstarkenden Nationalsozialismus sah sie sich vor die Wahl gestellt, entweder Politikerin oder Pädagogin zu bleiben. Beides zugleich schien ihr nicht möglich, und sie plädierte auch dafür, die pädagogische Arbeit nicht durch die politische Arbeit zu gefährden – ein Prinzip, das sie weitgehend auch im Exil aufrecht hielt. Das Bestehen der Schule sollte durch politische Aktivitäten nicht gefährdet werden. Das schloss nicht aus, dass ISK-Aktivisten später in Dänemark die Schule gelegentlich besuchten (zumal ihre Kinder ja teilweise hier lebten), doch war die Schule zu keiner Zeit eine Art Kommandozentrale für die illegale Arbeit des ISK in Deutschland, oder etwa ein Rückzugsort für verfolgte ISK-Aktivisten. Umgekehrt hieß dies aber nicht, dass die Schule durch die Betonung des Primats der Pädagogik unpolitisch geworden wäre. Ihr war, wie es Gustav Heckmann rückblickend formulierte, eine politische Haltung zu eigen, ohne politisch tätig zu sein: 

„Die Schule war keine Hilfsstation im Dienste der illegalen Widerstandsarbeit in Deutschland, aber sie war, gemäß der Überzeugung Nelsons und der Überzeugung der Lehrer der Schule, dem Kampf der Arbeiterschaft um den Sozialismus verbunden – Sozialismus hier verstanden als eine Gesellschaft ohne Ausbeutung einer Klasse durch eine andere.“

### Ende des Landerziehungsheims Walkemühle
Nach der Ernennung Hitlers zum Reichskanzler am 30. Januar 1933 fand in der Walkemühle am 3. März die erste Hausdurchsuchung statt. Danach wurden die Kinder zu ihren Eltern zurückgeschickt oder, wenn das nicht so schnell möglich war, provisorisch außerhalb der Walkemühle untergebracht. Am 14. März fand die zweite Hausdurchsuchung statt, und am gleichen Tag beantragte der Melsunger Landrat beim Regierungspräsidenten in Kassel die Schließung der Walkemühle. Diese erfolgte zwei Wochen später, am 29. März 1933, durch Erlass des Preußischen Ministers für Wissenschaft, Kunst und Volksbildung Bernhard Rust. Danach erfolgte die entschädigungslose, zweifache Enteignung der Walkemühle: eine faktische durch die SA kurz nach der Schließung und eine juristisch abgesegnete im April 1934. Die Walkemühle war fortan eine Amtswalter- und SA-Führerschule im Gau Kurhessen. Giesselmann zitiert zahlreiche Belege, wonach in den Kellern der Walkemühle zahlreiche „Schutzhäftlinge“ aus dem Raum Melsungen eingesperrt, misshandelt und gefoltert wurden.

Auf dem Gelände der Walkemühle befanden sich auch drei Grabstätten: die von Leonard Nelson, die seines Vaters Heinrich Nelson und die von Erich Graupe.

„Den Nazis war es nach '33 unerträglich, dass so ganz nah bei nun ihrer Walkemühle sich immer noch zwei Juden befanden, wenn auch schon tot und begraben, sowie im dritten Grab „ein Kommunist“. Das ließ ihnen keine Ruhe. Sie änderten diese Situation bald und sprachen dabei von „Umbettung“, aber dann nahmen sie es doch nicht so genau. Die Urne und den Grabstein von Erich Graupe, „dem Kommunisten“, fand Willi Schaper, ehemaliger Helfer der Walkemühle, dann „im Dreck des Schutthaufens von Adelshausen“.
Den Skeletten der beiden Nelsons, so gab es ein hartnäckiges Gerücht, brach ein Beteiligter bei der „Umbettung“ die Goldzähne heraus, wofür er eine Kraft-durch-Freude-Reise bekam. Wo die Skelette heute liegen, weiß niemand genau, offiziell kamen sie auf den Judenfriedhof von Melsungen. Sicher ist nur, dass man dorthin die Grabsteine von Leonard und Heinrich Nelson geschafft hatte.“

Teile der Anlage wurden am 1. April 1945 beim Vorrücken amerikanischer Truppen von Nazis in Brand gesteckt. Bereits im Mai 1945 erwirkte das frühere ISK-Mitglied Heinrich Meyer bei der amerikanischen Militärverwaltung in Melsungen eine Treuhänderschaft für die Walkemühle und konnte sie mit Unterstützung des 1936 gegründeten Schweizerischen Arbeiterhilfswerks (SAH) wieder aufbauen. Sie diente dann ab Oktober 1945 als Heim für Kinder, deren Eltern von der Nazis verfolgt oder ermordet worden waren, bevor sie im Mai 1947 zur Tagungsstätte für die Bildungsarbeit der Sozialistischen Jugend Die Falken umgewidmet wurde. An der Eröffnungsfeier für diese neue Einrichtung am 12. Mai 1947 nahm auch die aus der Emigration zurückgekehrte Minna Specht teil. Ende 1948 endete allerdings die Ära der „Falken“ bereits wieder und die Walkemühle wurde zuerst für Erholungsaufenthalte von Heimkehrern aus der sowjetischen Gefangenschaft genutzt und unmittelbar anschließend als Erholungsheim für Berliner Kinder. Ende 1950 endete auch dieses Kapitel in der Geschichte der Walkemühle. Sie wurde geschlossen und im Mai 1952 an einen Fabrikanten verkauft.

## Exil in Dänemark

### Neugründung in Möllevangen
Während der Hausdurchsuchungen durch die SA im März 1933 kam aus dem Kreis der Kinder die Frage, was aus ihnen würde, wenn ihnen die Schule weggenommen würde. Ihre spontane Reaktion auf diese Frage hat Minna Specht zwei Jahre später folgendermaßen beschrieben: 

„It just occurred to me, when the children asked their questions, that we might go to Denmark. It was the mere desire to help the children who were troubled. But the excitement and enthusiasm of the children turned this desire into a purpose, and I made up my mind to build up a new world for them if the old one should crumble away.“

Auch wenn dahinter noch kein konkreter Plan gestanden haben sollte und Dänemark nicht aus politischen Gründen als Exilland in den Fokus rückte: die Umsetzung des Vorhabens wurde unverzüglich in Angriff genommen. Heckmann, der zuvor in der Erwachsenenabteilung der Walkemühle unterrichtet hatte und zwischenzeitlich wieder in den preußischen Schuldienst zurückgekehrt war, hatte im Frühsommer 1933 Kontakt zu Hermann Roos aufgenommen, der bereits den Aufbau der Walkemühle finanziell unterstützt hatte. Von Roos und einem Schweizer Freundeskreis kam abermals die Zusicherung einer finanziellen Unterstützung, und darauf gestützt, stellte Heckmann, der in den Sommerferien 1933 nach Dänemark gereist war, am 22. Juli 1933 beim dänischen Justizministerium den Antrag, die Walkemühle als Schule in Dänemark mit drei Lehrern und etwa 20 Kindern fortführen zu dürfen.
Die wichtigsten Vorbereitungsarbeiten für den Umzug der Schule wurden nach Nielsen von Minna Spechts alter Freundin Maria Saran ausgeführt, die Anfang 1933 zwar nach London emigriert war, im Mai aber nach Dänemark ging, um dort die Möglichkeiten für eine Fortführung der Schule zu klären und voranzutreiben. Dabei kam ihr zugute, dass sie selbst die dänische Sprache beherrschte. In Übereinstimmung mit Heckmann mietete sie ein Sommerhaus in Möllevangen  bei Fredriksvaerk. Im August kam Minna Specht nach Dänemark und bis zur Abreise Maria Sarans im Oktober erledigten die beiden Frauen eine Vielzahl praktischer Arbeiten, um die Aufnahme des Schulbetriebs vorzubereiten. Minna Specht lernte Dänisch und mit 54 Jahren Fahrradfahren.
Liselotte Wettig, auch schon an der Walkemühle als Lehrerin in der Kinderabteilung tätig gewesen und inzwischen zum Studium nach Wien gegangen, wurde von Minna Specht zur Mitarbeit in Dänemark aufgefordert. Sie sagte zu und reiste über Zürich, wo sie acht ehemalige Walkemühle-Kinder abholte und nach Dänemark mitnahm. Was fehlte, war die Genehmigung der dänischen Behörden. Diese wurde nach vielen persönlichen Interventionen und dem Nachweis von Referenzen am 10. Februar 1934 erteilt. Das Justizministerium erteilte die Erlaubnis für die Beschäftigung von drei deutschen Lehrern, zwei Helfern und zur Aufnahme von etwa 20 Schülern. Ausdrücklich wurde in der Genehmigung darauf hingewiesen, dass die Kinder keinen festen Aufenthalt in Dänemark zu erwarten hätten und keine Erwerbstätigkeit nach ihrem Schulabschluss aufnehmen dürften.

Die 1909 geborene Charlotte Sonntag, die 1945 Gustav Heckmann heiratete, besuchte Ende 1934 zusammen mit ihrem Bruder die Schule. Sie hatte keinen ISK-Hintergrund und kam aus pädagogischem Interesse nach Möllevangen. Ihre Erinnerungen an diesen Besuch geben einen guten Einblick in die an der Schule herrschende Atmosphäre: 

„Eine Schule? In dem Wohnzimmer des niedrigen Häuschens saßen um einen Tisch herum acht Kinder und drei Erwachsene. Zuerst fiel mir die ältere Frau auf. Rotes Kopftuch, Brille auf der Nase, offenbar eifrig an einem Strumpf strickend. Dann war da noch eine jüngere Frau – sie nähte – und ein junger Mann – er hatte ein aufgeschlagenes Buch vor sich liegen, zwei Kinder saßen dicht neben ihm. Er las die Odyssee vor […]. Eine kurze, freundliche Begrüßung folgte und die Aufforderung, uns zu setzen und zuzuhören. Das gespannte, intensive, ganz lebendige Interesse der Kinder, die spürbar freundliche Teilnahme der Erwachsenen beeindruckten mich, gefielen mir. Wohl merkte ich auch, wie genau ich von Minna, der Strickerin im Kopftuch, unter die Lupe genommen wurde; aber es störte mich nicht. Die heitere, konzentrierte Atmosphäre hatte mich eingefangen. Ich erlebte zum erstenmal eine ‚Kapelle‘.“

### Zwischenstation in Aarslev
Bei den Kindern, die mit Liselotte Wettig aus der Schweiz nach Möllevangen gekommen waren, handelte es sich um die jüngsten Kinder der Walkemühle. Die größeren Kinder und Julie Pohlmann waren vorerst noch in Deutschland geblieben. Um sie nachkommen zu lassen, reichte aber der Platz in Möllevangen nicht aus. Aus diesem Grund, und auch, weil der Mietvertrag für das Haus in Möllevangen im Juli 1934 endete, musste ein neuer Standort für die Schule gefunden werden. Minna Specht entschied sich für den ihr angebotenen Herrenhof Östrupgaard (Håstrup Sogn) nördlich von Faaborg auf der Insel Fünen.
Allerdings war ein direkter Umzug nach Östrupgaard im Juli 1934 nicht möglich, da dort Kinderlähmung herrschte. Minna Specht griff deshalb auf das Angebot der Familie Busk zurück, die ihr die Unterkunft in ihrer Gartenbauschule in Aarslev  angeboten hatte. Diese Zwischenlösung dauerte wegen der fortdauernden Kinderlähmung im Gebiet von Östrupgaard bis in den Oktober 1934 hinein. Inzwischen war auch Grete Hermann nach Dänemark gekommen und organisierte zusammen mit Minna Specht die Instandsetzungsarbeiten in Östrupgaard. Zu den mit Liselotte Wettig und Gustav Hermann in Aarslev verbliebenen Kindern kamen im August drei weitere aus Paris hinzu.

### Östrupgaard
Dem Umzug nach Östrupgaard gegen Ende Oktober 1934 folgte im Dezember eine den dänischen Behörden vorgelegte „Verfassung des Schulheims Östrupgaard“. Darin wurde ausdrücklich der unpolitische und parteiunabhängige Status der Schule festgeschrieben sowie deren Orientierung an den philosophischen und pädagogischen Grundsätzen von Leonard Nelson. Als offizieller Schulleiter fungierte Gustav Heckmann, dem jedoch ein in wichtigen Fragen zu konsultierender Schulvorstand zur Seite stand. Vorsitzende des Vorstands war Minna Specht, mit weiteren Mitgliedern Grete Hermann und Marie Benedicte Gregersen

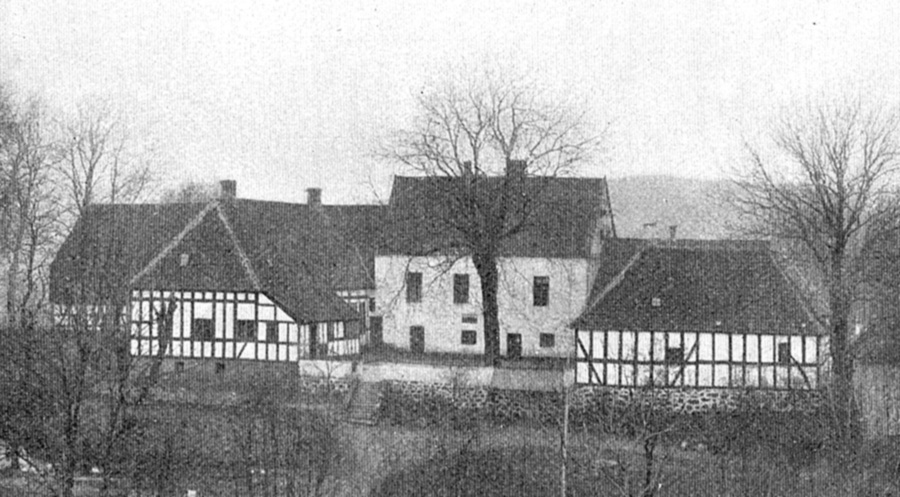
Östrupgaard um 1900

Im November 1934 kamen aus Deutschland Helferinnen nachgereist, darunter auch Hedwig Urbann, die die Wirtschaftsleiterin der Walkemühle gewesen war. Und Charlotte Sonntag, die 1934 zu Besuch in Möllevangen gewesen war, gehörte ab Mai 1935 zum Mitarbeiterstab. Ihr wurde die Leitung des Kindergartens übertragen. Als ehemaliger Lehrer der Walkemühle kam 1937 als letzte Lehrkraft Hans Lewinski nach Östrupgaard. Die Gruppe der Lehrenden war damit mit Minna Specht, Gustav Heckmann, Liselotte Wettig, Carlotte Sonntag und Hans Lewinski komplett. Hinzu kamen einige nur vorübergehend Lehrende, von 1936 bis 1937 etwa Martha Friedländer, und auch zeitweilig dänische Lehrkräfte, so der Lehrer Karl Lund (geboren 1913, von 1935 bis 1937 in Östrupgaard). Minna Specht unterrichtete jedoch nicht regelmäßig, da sie oft politische Freunde in England und Frankreich besuchte und an Kongressen teilnahm.
Zu den acht Kindern, die bereits in Möllevangen dabei waren, und den dreien, die in Aarslev hinzustießen, kamen im Sommer 1935 sieben Kindergartenkinder hinzu. Zwei Jahre später, im März 1937, zählte die Schule 27 Kinder, darunter auch für ein Jahr Bertolt Brechts Tochter Barbara. Es gab zwei ungarische Kinder und zeitweilig einige dänische Kinder, aber der überwiegende Anteil der Kinder hatte deutsche Eltern, darunter viele jüdische. Viele Eltern waren ISK-Anhänger, teils im Untergrund in Deutschland aktiv oder bereits emigriert oder gar in Haft.
Oestrupgaard ist eines der ältesten dänischen Herrenhäuser. Seine Existenz lässt sich bis ins 13. Jahrhundert zurückverfolgen. Es war im frühen 18. Jahrhundert auch der Wohnsitz von Karen Brahe, einer Adelsfrau und Büchersammlerin. Sie erbte und erweiterte eine große Bibliothek, die sie später dem von ihr 1701 gegründeten, adeligen Jungfrauenkloster in Odense schenkte. Die Büchersammlung ist die einzige erhaltene adelige Bücherbibliothek Dänemarks aus der Zeit um 1700. Die Sammlung enthält ungefähr 3400 Titel, wovon mehrere selten und einzigartig sind.
Zur Zeit als Minna Specht das Anwesen mietete, war es in keinem komfortablen Zustand. Der damalige Besitzer, der Architekt Arne Ludvigsen, dem das Gut von 1933 bis 1968 gehörte, bezeichnete es als eine alte Räuberburg. Für Minna Specht muss es wie in den Anfangsjahren in der Walkemühle gewesen sein: kein elektrisches Licht, kein fließendes Wasser, keine Zentralheizung, ein regelmäßig zu leerendes „Plumpsklo“ statt einer normalen Toilette. Doch die dadurch bedingte spartanisch-puritanische Lebensweise war ja Teil des Konzepts der Schule: Ablehnung von Komfort und Luxus, Unabhängigkeit von materiellen Gütern. Die Ernährung war vegetarisch, die benötigten Produkte wurden weitgehend auf dem eigenen Gelände erzeugt. Selbst die Kleidung wurde selbst hergestellt. Lehrende, Lernende und Helfer lebten in einem sozialistischen Kollektiv, und selbstverständlich erhielten Lehrende und Helfer auch kein Gehalt, sondern nur freie Kost und Logis. Eventuell vorhandenes privates Vermögen wurde in eine „Luxuskasse“ einbezahlt, die besonderen Ausgaben vorbehalten war. Kinder und Erwachsene erstellten gemeinsam den Wochenplan, in dem geregelt war, wer welche Aufgaben (Kochen, Küche versorgen, Wäsche waschen) zu erledigen hatte.
Auch ein alter pädagogischer Grundsatz, der schon in der Walkemühle gegolten hatte, wurde neu belebt: Der Unterricht sollte vom Nächsten und Konkreten ausgehen. Praktisch angewendet hieß das, dass alles Interessante innerhalb eines Radius von fünf Kilometern Gegenstand der Erforschung und Beschreibung werden muss. Dieses Prinzip wurde für die unterschiedlichen Altersgruppen differenziert umgesetzt. Der Unterricht gründete sich auf den Initiativen der Kinder, auf ihre Fragen und Probleme. Gemäß der „sokratischen Methode“ sollte der Lehrende die Gespräche der Kinder lenken, aber nicht durch sein eigenes Wissen und Urteilen beeinflussen; er war der Organisator einer guten Forschungsatmosphäre. Der Geist von Leonard Nelson war weiterhin präsent.

### Auszeit in Kopenhagen
Nielsen zitiert einen Schüler, der in einem Zeitungsinterview äußerte: 

„Ich habe nichts dagegen, den Boden zu bearbeiten, aber ich finde, dafür allein kann man nicht leben. Ich hoffe, daß wir später in die Nähe von Kopenhagen ziehen können, damit wir das Stadtleben und all das Technische etwas besser kennenlernen. Man muß viel sehen und viel nachdenken, um sich darüber klarzuwerden, was man will.“

Ähnliche Erwägungen waren es, die Gustav Heckmann Ende September 1936 veranlassten, mit den sieben ältesten Kindern, sie waren 12 bis 13 Jahre alt, nach Kopenhagen zu ziehen. Das Kennenlernen des Stadtlebens und des Hafens waren definierte Ziele. Begleitet wurde er von Grete Hermann, und wohnen konnte die Gruppe in einem Haus direkt am Hafen. Die Hafenerkundungen und die Auseinandersetzung mit dessen vielfältigen Funktionen war dann tatsächlich ein Schwerpunkt der Lernarbeit. Ein weiterer Schwerpunkt war die Beschäftigung mit Albert Schweitzer, über dessen Arbeit ein selbstverfasstes Theaterstück entstand und aufgeführt wurde. Die von den Besuchern eingesammelten Gelder schickten sie an Albert Schweitzer. Daneben stand Dänischunterricht auf dem Lehrplan, aber auch Kontakte zu und Veranstaltungen mit Persönlichkeiten des Kulturlebens.
Im April 1937 kehrte die Gruppe nach Östrupgaard zurück. Zuvor, kurz vor Weihnachten 1936, waren fast alle Kinder an Diphtherie erkrankt und mussten längere Zeit im Krankenhaus verbringen.

### Abschied von Dänemark
Am 1. September 1937 wurde Oestrupgaard durch einen Brand so schwer beschädigt, dass die Schule dort nicht mehr bleiben konnte. Das zog eine Aufteilung nach sich: die jüngeren Schulkinder und die Kindergartenkinder zogen mit Charlotte Sonntag und Liselotte Wettig nach Falsled (auch Faldsled) , die älteren Schüler und die restlichen Erwachsenen kamen in einem Försterhof in Hanneslund unter, eine halbe Fahrradstunde entfernt. Das bedeutete größere organisatorische Aufwendungen, um den Kontakt zwischen den beiden Einrichtungen aufrechtzuerhalten, und zudem erforderte das Haus in Falsled wegen seiner meernahen Lage und einer nahen Landstraße mehr Einschränkungen im Alltagsleben, um eine Gefährdung der Kinder zu vermeiden. Dafür gab es erstmals elektrisches Licht, fließendes Wasser und ein Wasserklosett.

Der Brand und die immer drohender werdende Kriegsgefahr bildeten den äußeren Rahmen für die Entscheidung, von Dänemark nach Großbritannien zu übersiedeln. Nach Hansen-Schaberg gibt es aber wesentlich tieferliegende Gründe für diesen Schritt. An erster Stelle führt sie an, dass es in der ganzen Zeit in Dänemark nicht gelungen sei, die Isolation der Schule aufzubrechen. Sie sei für die Dänen stets eine Schule für deutsche Emigrantenkinder geblieben, eine isolierte Einrichtung im ländlichen Raum ohne Kontakte zur Arbeiterbewegung. Diese Isolation zu durchbrechen, sei schon ein zentrales Motiv für die oben skizzierte Auszeit in Kopenhagen gewesen, doch sei Minna Specht skeptisch hinsichtlich einer grundlegenden Änderung der Situation geblieben. Ihre Befürchtung: 

„Wir müssen die Gefahr umgehen, eine wohlangesehene, fortschrittliche Schule zu werden, in der liberale Bürger (‚Bürger‘!) ihre Kinder anmelden. Der Zugang zur Welt sollte der zur Arbeiterklasse sein oder doch mindestens zu radikal eingestellten Menschen. Eine dänische ‚Odenwaldshule‘ zu werden genügt nicht.“

Vor diesem Hintergrund ist ein Hinweis von Birgit S. Nielsen von Interesse: „Vorübergehend hatte Minna Specht an ein Zusammengehen mit einer jüdischen Schule in England gedacht, an der Hedwig Urbann und Martha Friedländer eine Zeitlang tätig waren.“ Bei dieser Schule, an die Minna Spechts langjährige Weggefährtinnen gegangen waren, handelte es sich um die Carmelcourt School in Birchington-on-Sea. Camelcourt war der Landsitz von Herbert Bentwich, der diesen Namen für sein Anwesen in Anspielung auf den Berg Carmel gewählt hatte. Seine Tochter Naomi, Schwester von Norman Bentwich und verheiratete Birnberg, gründete hier 1936 eine Schule: „1936, inzwischen Mutter von zwei kleinen Jungen, wurde ihr ihr Ehrgeiz zu unterrichten bewusst, und sie gründete im Ferienhaus ihrer Kindheit in Birchington, in der Nähe der Küste Nordkents, die Carmelcourt School, eine vegetarische Grundschule. Schulabsolventen erinnern sich an Naomi als exzentrische, aber inspirierende Lehrerin, die barfuß im Garten den Eurythmikunterricht erteilte oder den Kindern unter einem Apfelbaum ‚zum besseren Verstehen des Feindes‘ Passagen aus Mein Kampf vorlas.“
Minna Specht, die mit ihrer Schule nicht zu einer „dänischen Odenwaldschule“ werden wollte, erkannte offenbar die Gefahr, im Verein mit der Camelcourt School zu einer „englischen Odenwaldschule“ zu werden. Sie entschied sich gegen das herrschaftliche Anwesen in Kent und für das proletarische Milieu in Wales, wohl in der Hoffnung, die befürchtete Isolation dort eher durchbrechen zu können. Aufgrund ihrer vielfältigen, internationalen Kontakte hatte sie den Quäker Peter Scott kennengelernt und über ihn die „Subsistence Production Society“, ein Selbsthilfeprojekt für arbeitslose Bergarbeiter. Marie Jahoda hat über diese Genossenschaft im Rahmen einer Nachfolgestudie zu der von ihr zusammen mit Paul Lazarsfeld und Hans Zeisel erstellten Untersuchung Die Arbeitslosen von Marienthal geforscht. Ludwig Hirschfeld-Mack unterrichtete dort Kunst und Werken. In diesem Umfeld sah sie die Chance, im Verbund der eigenen Schüler mit den walisischen Genossenschaftskindern eine fortschrittliche Schule innerhalb der Arbeiterbewegung aufbauen zu können. Um das auszuloten, reisten im Juli 1937 Charlotte Sonntag und Gustav Heckmann nach Wales und fanden bereits für die Schule geeignete Häuser.
Insofern hat Feidel-Mertz recht, wenn sie behauptet, dass nach dem Brand in Östrupgaard schon keine ernsthafte Absicht mehr bestanden habe, ein dauerhaftes Quartier in Dänemark zu suchen, und in dem Zusammenhang auf „bereits angebahnte Kontakte mit englischen Quäker-Freunden“ verweist. Nielsen erwähnt einen Besuch von Peter Scott nur im Zusammenhang mit dem Brief einer Schülerin vom 23. Juni 1938. Zu diesem Zeitpunkt befanden sich aber die Falsled-Kinder (die „Kleinen“ also) und ihre Betreuerinnen bereits in Großbritannien. Liselotte Wettig war Anfang Februar 1938 mit vier Kindern nach Wales abgereist, Charlotte Sonntag folgte mit den restlichen Kindern Anfang April 1938.
Für die in Hanneslund zurückgebliebenen, größeren Kinder tauchte im Februar 1938 ein schwerwiegendes Problem auf. Sieben von ihnen waren 14 Jahre alt geworden oder würden dies im Laufe des Jahres werden und waren damit nicht mehr schulpflichtig. Es gab drei Alternativen, die sich zunächst für sie stellten: die Schule verlassen, nach Deutschland zurückkehren oder als Emigranten in Dänemark bleiben. Gustav Heckmann versuchte, Zeit zu gewinnen und argumentierte den Behörden gegenüber, die Schulausbildung sei erst zu Ostern 1939 abgeschlossen. Zugleich wies er auf die Gefährdung der Kinder hin, wenn sie nach Deutschland zurückkehren müssten. Das Unterrichtsministerium stimmte dieser Übergangslösung zu. Was aber danach passieren sollte, scheint auch seitens der Schule noch unklar gewesen zu sein. Nielsen berichtet von einem Brief Heckmanns an Willi Eichler vom 4. Oktober 1938, in dem er angesichts der politischen Situation in Europa auch eine Übersiedlung in die USA in Betracht zieht. Doch nur wenige Tage später, Anfang November 1938, verließen Gustav Heckmann, Minna Specht, Hans Lewinski und Hedwig Urbann mit elf Kindern Dänemark in Richtung Wales. Die Reise erfolgte mit Fahrrädern durch Fünen und Jütland nach Esbjerg und von Harwich über London, von wo es nach Wales weiterging.

## Neuanfang und Ende in Großbritannien
Cwmavon ist eine Bergarbeiterstadt in Süd-Wales. Hier hatten die Quäker ein Selbsthilfeprojekt für arbeitslose Bergleute initiiert, das Minna Specht als geeignetes politisches und pädagogisches Umfeld für die Fortsetzung der Schule auserkoren hatte.

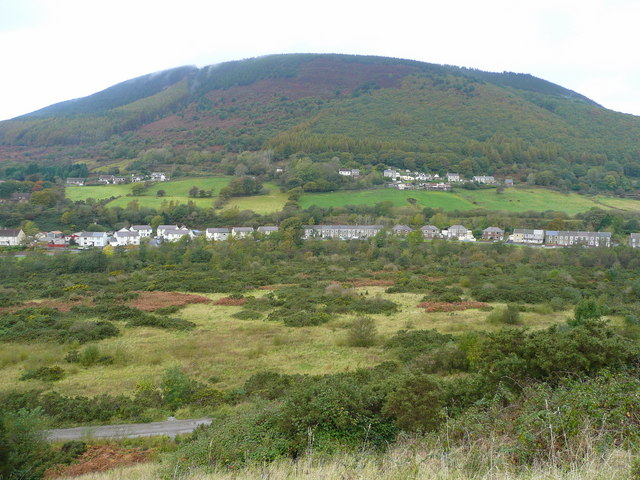
Blick auf Cwmavon

Auch in Wales war die Schule an zwei Standorten untergebracht. Auf ihrer Reise im Juli 1937 hatten Charlotte Sonntag und Gustav Heckmann für die kleineren Kinder ein Haus in Llanfoist bei Abergavenny  gefunden. Für die älteren Schüler, die entsprechend den Vorstellungen von Minna Specht in Kontakt zu den Genossenschaftskindern kommen sollten, war „The White House“ in Cwmavon angemietet worden. Die Schüler gaben die Zeitschrift „Our friends“ heraus, und an Ostern 1939 war für einen Teil von ihnen das Ende ihrer Schulzeit erreicht. Einige begannen eine Berufsausbildung, konnten aber weiterhin in „The White House“ wohnen bleiben. Minna Specht reflektiert diesen Einschnitt: 

„Im Exil mußten die Kinder erkennen, dass wir nicht die Mittel besaßen, um ihnen eine gründliche Berufsausbildung zukommen zu lassen, und, was noch wichtiger war, wir mußten ihnen helfen, die Ausbildung zum Tischler, Koch, Land- oder Fabrikarabeiter als etwas zu begreifen, was sie gleichzeitig für ihre eigene Entwicklung taten. Andererseits mußten sie auch verstehen, dass die Hingabe an geistige Arbeit und die Achtung vor ihr nicht allein Sache der Schule, sondern allgemeine Aufgaben sind, die man auch in Zukunft fortführen muß.“

Zehn größere Kinder waren danach noch in der Schule und wurden von Minna Specht und Gustav Heckmann unterrichtet. In Llanfoist wurden zur gleichen Zeit (April 1939) noch 14 Kinder im Alter von fünf bis neun Jahren von Charlotte Sonntag und Liselotte Wettig betreut. Aber dann wurde das Quäker-Projekt aus finanziellen Gründen eingestellt, wodurch sich Minna Spechts Hoffnungen zerschlugen, die Schule stärker in das soziale Leben der Bergarbeiter einzubinden. Deren Entwicklung war aber auch zuvor nicht so verlaufen, wie erhofft: Wie schon in Dänemark, habe auch in Wales seitens der einheimischen Eltern wenig Bereitschaft bestanden, ihre Kinder auf eine Emigrantenschule zu schicken, und auch das Verhältnis der deutschen Kinder zu den wenigen englischen sei nicht spannungsfrei gewesen.
Die Schule wurde nach dem Ende des Quäker-Projekts noch weitergeführt, aber Minna Specht und die übrigen Mitarbeiter, zu denen Martha Friedländer gestoßen war, entwickelten bereits den Plan zur Gründung einer „Internationalen Schule“. Sitz der Schule sollte der Herrenhof Butcombe Court in der Nähe von Bristol werden. April 1940 erfolgte der Umzug dorthin. Nach Feidel-Mertz war Butcombe Court ein freundlicher Ort, für ein Landerziehungsheim ideal gelegen und gut ausgestattet. Die Kinder hätten die Entscheidung für diesen Umzug mitgetragen.
Das Ende kam überraschend schnell. Nachdem Minna Specht bereits im November 1939 nach dem deutschen Überfall auf Frankreich verhört worden war, wurde sie kurz nach dem Umzug nach Butcombe Court zusammen mit anderen deutschen Lehrern als Feindliche Ausländer auf der Isle of Man interniert. Die Kinder wurden bei Quäker-Familien, befreundeten Sozialisten und auch in Heimen untergebracht. Die Geschichte des Landerziehungsheims Walkemühle ging damit zu Ende. Butcombe Court wurde von Minna Specht 1945 im Namen der für die Schule verantwortlichen Stiftung den Quäkern zur Verfügung gestellt, die hier jüdische und halbjüdische Kinder aus Theresienstadt unterbrachten.

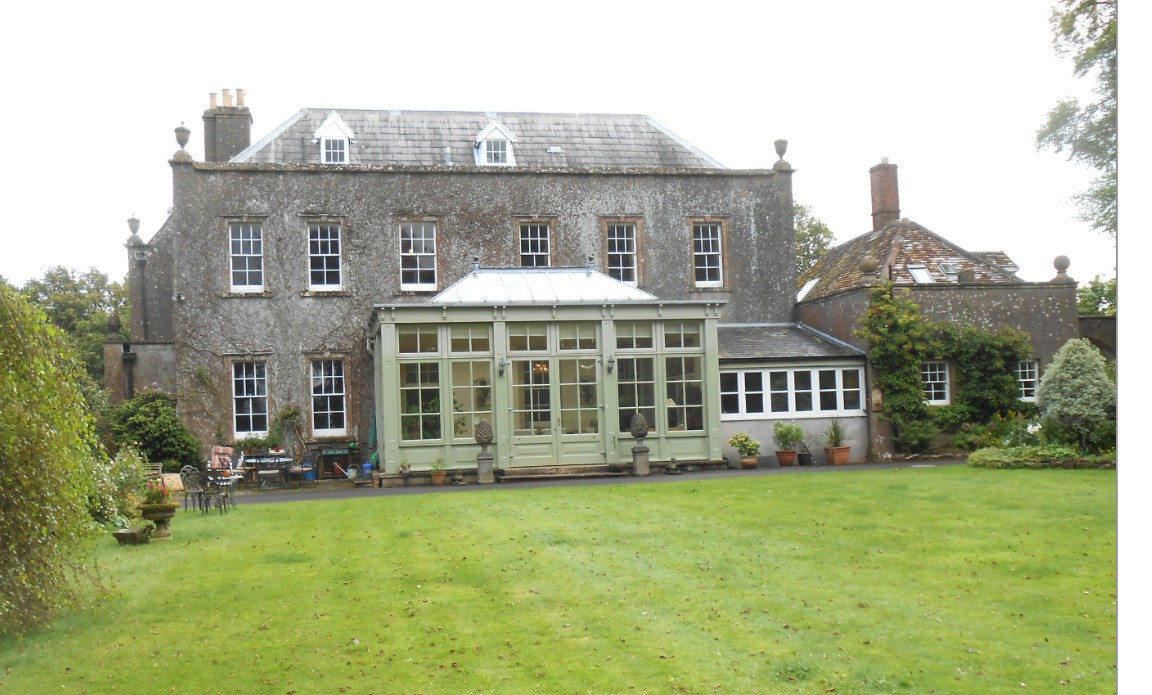
Butcomb Court heute